# Kusatsu (Gunma)
Kusatsu (jap. 草津町, -machi) ist eine kleine Stadt im Landkreis Agatsuma (吾妻郡, -gun), in der Präfektur Gunma, in der Mitte Japans.

## Geographie
Kusatsu liegt etwa 1200 Meter über dem Meeresspiegel. Im Westen Kusatsus befinden sich der aktive Vulkan Shirane-san (白根山, 2.160 Meter hoch) sowie die Berge Motoshirane-san (本白根山, 2.171 Meter hoch) und Tengu-yama (天狗山, 1.385 Meter hoch).

### Klima
Aufgrund der Höhenlage liegt die Jahresdurchschnittstemperatur bei 7 Grad Celsius, mit Höchsttemperaturen um 30 Grad Celsius im Sommer und Niedrigsttemperaturen von −14 Grad Celsius im Winter. Von Juni bis September ist die Hauptregenzeit.

### Bevölkerung, sowie Wirtschafts- und Infrastruktur
In Kusatsu leben etwa 7.400 Menschen, Tendenz leicht abnehmend. Die Stadt lebt vom Tourismus (ca. 90 % der Erwerbstätigen sind im tertiären Sektor beschäftigt), es gibt kaum Industrie und nur sehr wenig Landwirtschaft.
Infrastrukturell ist die Stadt gut ausgebaut: Neben der Schnellstraße 292 gibt es eine Busverbindung vom Bahnhof Naganohara-Kusatsuguchi (長野原草津口) aus, sowie eine weitere Busverbindung aus Shinjuku (新宿) in Tokio. Im Winter werden die Straßen durch Wasser aus den Onsen schneefrei gehalten.

## Geschichte

### Yayoi-Zeit
Die legendären Ursprünge Kusatsu reichen bis in das 2. Jahrhundert n. Chr. in der Yayoi-Zeit zurück. Der Sage nach haben zu dieser Zeit entweder Yamabushi (山伏) oder aber Yamato Takeru no Mikoto die heißen Quellen um Kusatsu entdeckt.
Historische Belege gibt es dafür allerdings nicht. Für eine Besiedlung von Ortschaften in der Nähe Kusatsus, namentlich Agatsuma und Tsumagoi, die Yamato Takeru no Mikoto nach seiner Frau benannt haben soll (tsuma ist eine Möglichkeit im Japanischen das Wort „Ehefrau“ auszudrücken), gibt es allerdings Hinweise in den Dorfannalen von Tsumagoi.

### Kamakura-Zeit
Bis ins 12. Jahrhundert gibt es keine spezifischen Aufzeichnungen über Kusatsu als Ortschaft. Während der Kamakura-Zeit kam Minamoto Yoritomo 1193 bei der Suche nach geflohenen Kriegern der Taira-Klans der mündlichen Überlieferung nach zu den heißen Quellen des heutigen Yubatake (湯畑) und badete dort. Man kann heute noch den Gozaishi (御座石, dt. etwa: „erlauchter Stein“), auf dem Yoritomo gesessen haben soll, bzw. das Yoritomo-gū (頼朝宮, dt. „Yoritomo-Palast/Schrein“), in dem er gebadet haben soll, am Yubatake besichtigen. Da in der Geschichte auch erwähnt wird, dass um die heiße Quelle herum Unkraut wucherte, das von Yoritomo abgehackt wurde, lässt sich vermuten, dass es den Ort Kusatsu noch nicht gab. Die erste gesicherte Angabe über Kusatsu steht in den Annalen von Kusatsu und stammt aus dem Jahre 1200, als in der Nähe des Yubatake der Kōsen-ji (光泉寺, dt. „Tempel des Lichtes der heißen Quelle“) gegründet wurde; damit begann die Geschichte Kusatsus.

### Sengoku-Zeit
Knapp 400 Jahre später, in der Sengoku-Zeit, gibt es einen weiteren Hinweis auf Kusatsu, das mittlerweile zu einem Onsen-Kurort geworden war, in dem vor allem verwundete Samurai ihre Wunden pflegten.
Im Tōdai Shiryō Hensanjo Eishabon (東大史料編纂所影写本, dt. „Buch mit Reproduktionen des historiographischen Instituts der Universität Tokyo“) findet sich ein bis heute erhaltener Briefwechsel, aus dem sich die folgende Anekdote speist:
Im Jahre 1595 (Bunroku 4) empfahl Toyotomi Hideyoshi Tokugawa Ieyasu, sich zu den wundertätigen Quellen von Kusatsu zu begeben. Ieyasu jedoch war erkrankt und konnte nicht nach Kusatsu reisen. Stattdessen ließ er sich Wasser aus den heißen Quellen nach Edo bringen.
Dem widersprechend ist zu vermuten, dass Ieyasu nicht wegen Krankheit davon absah, nach Kusatsu zu reisen, sondern weil in der Nähe von Kusatsu, in der Burg Ueda, der Sanada-Klan ansässig war, mit dem Ieyasu verfeindet war.

### Edo-Zeit
In der Edo-Zeit, speziell im Bakumatsu, erfreute sich Kusatsu eines wirtschaftlichen Aufschwungs und wurde einer der bekanntesten Onsen-Kurorte in Japan. Das kam daher, dass man in Japan damals außer dem Baden in mineralhaltigen Onsen weder Medizin noch Behandlungsmethoden für Geschlechtskrankheiten wie Tripper und Syphilis hatte, während sich vor allem in den Vergnügungsvierteln Edos wie z. B. Yoshiwara mehr und mehr Patienten damit ansteckten.
Aus dieser Zeit stammt auch die Redewendung Kusatsu sengen Edo gamae (草津千軒江戸構え), dt. etwa: „in Kusatsu [gibt es] 1000 Läden, so wie [die Einkaufsstraßen] in Edo“.

### Meiji-Zeit
Im Jahre 1869 (Meiji 2) brannte Kusatsu komplett ab. Die Stadt wurde zwar innerhalb weniger Jahre wieder aufgebaut, allerdings verschuldeten sich viele Bewohner der Stadt dadurch. Da sie außerdem oft die Schulden nicht abbezahlen konnten, kam es in den nächsten 20 Jahren zu vielen Pleiten vor allem von Ryokans (Hotel). Viele Bewohner Kusatsus beendeten den bisher praktizierten Brauch des Fuyuzumi (冬住み), bei dem sie im Winter in ihre tiefer gelegenen Heimatdörfer – vor allem nach Kuni (六合村, -mura) – zurückkehrten. Sie verkauften die Häuser in ihren Heimatdörfern und zogen für das gesamte Jahr nach Kusatsu.
Im Jahre 1876 (Meiji 9) kam Erwin Bälz, ein deutscher Internist, zum ersten Mal nach Kusatsu. Bälz ist einer der Väter der modernen westlichen Medizin in Japan und war Hausarzt des Tennō. Er war von der heilenden Wirkung der heißen Quellen in Kusatsu überzeugt. Deshalb begann er die wissenschaftliche Erforschung der Quellen und überzeugte die Bürger Kusatsus von der Notwendigkeit, Ärzte zur korrekten Anwendung der Quellen auszubilden. Darüber hinaus machte er Kusatsu auch im Ausland bekannt, wofür die Bewohner Kusatsus noch heute dankbar sind.
Im Jahre 1900 (Meiji 33) bekam Kusatsu das Stadtrecht, nachdem es im Jahr 1899 bereits die Verwaltung über acht Nachbardörfer übernommen hatte.

### Taishō-Zeit
1914 (Taishō 3) wurde der Kusatsu Ski Club gegründet.
1926 (Taishō 15) wurde eine Eisenbahnlinie zwischen Kusatsu und Karuizawa eingerichtet, die Kusakaru Denki Tetsudō (草軽電気鉄道). Der Bau hatte 1908 (Meiji 41) begonnen.

### Shōwa-Zeit
1948 (Shōwa 23) wurde ein Skilift am Tengu-yama in der Nähe Kusatsus errichtet. Es war der erste Skilift Japans und Kusatsu wurde damit zu einem der ersten Wintersportorte Japans.
1964 (Shōwa 39) wurde die Eisenbahnlinie wieder eingestellt, da sie aufgrund der Schließung des nahegelegenen Schwefelbergwerkes unrentabel geworden war.

### Heisei-Zeit
1992 (Heisei 4) und 1994 (Heisei 6) gewann ein Sohn der Stadt, Kenji Ogiwara, olympisches Gold sowie in den Jahren 1993–1997 drei Mal den Gesamtweltcup als Nordischer Kombinierer (zwei Mal Einzel, ein Mal mit der Mannschaft). Sein Bruder Tsugiharu gewann 1995 mit der japanischen Mannschaft ein Mal die Weltmeisterschaft.

## Sehenswürdigkeiten
Kusatsu ist einer der beliebtesten Onsen-Kurorte Japans und landet in landesweiten Umfragen regelmäßig auf vorderen Plätzen. In Kusatsu gibt es etwa 100 heiße Quellen mit einem Gesamtwasserausstoß von etwa 34000 Liter pro Minute. Das Wasser ist schwefelhaltig und sauer. Den heißen Quellen wird eine heilende Wirkung bei folgenden Leiden nachgesagt: Gelenkschmerzen, altersstarre Schultern, Lähmungen, Verhärtungen, Prellungen, Verstauchungen, chronischen Verdauungsstörungen, Hämorrhoiden, Verkühlungen, Arterienverkalkung, Brandwunden, chronischen Frauenkrankheiten.
Das Wasser aus den Onsen wird außer zum Baden auch für das Beheizen der Grund- und Mittelschule des städtischen Wohlfahrtszentrums, der Straßen im Winter, vieler Privathaushalte, sowie der Schwimmhalle genutzt.

### Yubatake
Das Yubatake (湯畑), eine der größten heißen Quellen und Hauptattraktion der Stadt, befindet sich im Zentrum Kusatsus. Das Quellwasser tritt unter freiem Himmel aus, um dann durch mehrere Reihen von Holzkisten zu laufen. In diesen Holzkisten wird Yu no Hana (湯の花) angebaut, eine der Spezialitäten Kusatsus. Der Name Yubatake bedeutet auch treffenderweise Heißwasser-Feld.　Um das Yubatake herum sind Namenstafeln von 100 berühmten Persönlichkeiten, die Kusatsu besucht haben, angebracht. International bekannt sind: Erwin Bälz (Internist), Julius Scriba (Mediziner/Chirurg), Bruno Taut (Architekt), Ernest Satow (Japanologe), Kakuei Tanaka (Premierminister von 1972–1974), Rikidōzan (koreanisch-japanischer Wrestler).
Am unteren Ende des Yubatake gibt es einen kleinen Wasserfall, der Fels dort hat durch Moos und Mineralablagerungen einen blau-grünen Farbton angenommen und der Wasserfall ist eines der beliebtesten Fotomotive Kusatsus.

### Netsu no YuundYu-momi
Das Netsu no Yu (熱の湯, dt. „sehr heiße Quelle“), obwohl direkt neben dem Yubatake gelegen, speist sich aus einer eigenen heißen Quelle. Das Wasser dort hat eine Temperatur von ungefähr 54 Grad, in dem man natürlich nicht baden kann. Deshalb gibt es dort seit langer Zeit die Praxis des Yu-momi (湯もみ), was so viel wie Wasserkneten bedeutet. Mit Hilfe von 1,80 m langen Holzbrettern wird das heiße Wasser gerührt, geschlagen, geknetet und so abgekühlt. Die einfache Variante, kaltes Wasser einzufüllen, kommt nicht in Frage, da dadurch die Heilkraft des Wassers abnehmen würde.
Während des Yu-momi wird außerdem das Kusatsu-Lied gesungen und japanischer Tanz aufgeführt.

### Bälz-Museum
Eine weitere Attraktion des Ortes ist das Erwin-Bälz-Museum. Am Ortseingang gelegen, kann man dort alles über das Leben und Wirken von Erwin Bälz erfahren. Außerdem gibt es einen Shop mit Souvenirs aus vor allem Deutschland und Tschechien.

### Onsen
Es gibt über 100 Onsen in Kusatsu. Die größten und bekanntesten drei Onsen sind: Ootaki no yu, Sai no kawara und das Bälz Onsen Center.
Das Ōtaki no Yu (大滝の湯), dt. „großer-Wasserfall-Quelle“, ist benannt nach Quellwasser, das einen Wasserfall bildet. Das Gebäude selbst ist aus Holz, und es gibt sowohl ein Innen- als auch ein Außenbecken (露天風呂, Rotenburo). Der Service in diesem Onsen ist sehr umfangreich: Es gibt Massagesessel, Fußbäder, Entspannungsräume etc.
Sai no Kawara (西の河原, dt. etwa „westliches Flussbett“), ist ein 500 m² großes Außenbecken, in dem über 100 Menschen auf einmal baden können. Zwecks Geschlechtertrennung wird es von einer Holzwand getrennt. In einem von heißen Quellen durchzogenen Tal gelegen, ist dieses Rotenburo eines der schönsten Japans.

Das Bälz Onsen Center ist auf einer Hochebene in der Nähe des Skigeländes am Tengu-yama gelegen. Man hat eine wundervolle Aussicht auf die Natur ringsherum. Es ist vor allem als Après-Ski Entspannung beliebt.

### Blumen
Eine weitere Attraktion sind die Bergblumen, die in und um Kusatsu blühen. Die Bekanntesten sind Eriophorum vaginatum (Watasuge), Simplocarpus foetidus (Zazensō), Rhododendron degronianum (Azuma Shakunage), Rhododendron brachycarpum (Haku-san Shakunage), Rhododendron molle subsp. japonicum (Renge Tsutsuji), Chamaenerion angustifolium (Yanagiran), Sorbus commixta (Nanakamado), Gentiana triflora var. japonica (Ezo Rindō) und Dicentra peregrina (Komakusa).

### Feste
Über das Jahr verteilt gibt es eine Reihe traditioneller Feste wie auch allerhand andere Events. Eines der wichtigsten ist die Musikakademie im Sommer, zu der berühmte Musiker aus ganz Japan und darüber hinaus anreisen. Es gibt überall in der Stadt kostenlose Konzerte. Auch die japanische Kaiserin kommt jedes Jahr zur Musikakademie.
Traditioneller geht es beim Kōsen-ji Hanamatsuri (光泉寺花祭り, dt. „Blumenfest des Kōsen-Tempels“) am 7./8. Mai zu: Die Kinder des Kindergartens am Kōsen-ji (光泉寺) ziehen einen Papp-Elefanten um das Yubatake, um den Geburtstag von Buddha zu feiern.
Das Himuro no Sekku (氷室の節句, dt. „Eiskeller-Fest“) findet am 1. Juni statt. Von einer Höhle am Shirane-san, die durch einen Ausbruch geschaffen wurde, wird Eis herbeigeschafft, das man benutzt, um Tee zu kochen. Der Sage nach wird jeder, der von diesem Tee trinkt, ein Jahr lang nicht krank werden.
Vom ersten bis zum dritten August findet das Onsen Kanshamatsuri (温泉感謝祭り, dt. „Onsen-Dankfest“) statt. Dieses traditionelle Fest geht auf das Ushiyu Matsuri (丑湯祭り) zurück, das nach dem alten chinesischen Kalender zur heißesten Zeit des Jahres am Tag des Ochsen gefeiert wurde. Der Überlieferung nach werden diejenigen, die zur Stunde des Ochsen (nachts 1–3 Uhr) ein Bad nehmen, ein Jahr lang nicht krank werden. Heutzutage wird das Fest allerdings ganz anders gefeiert: Auch aus touristischen Gründen steigt die Göttin des Onsen in Gestalt einer unverheirateten jungen Frau des Ortes die Treppen am Kōsen-ji herab und symbolisiert dabei das Herabsteigen der Göttin vom Himmel. Dann sammelt sie Wasser der sieben großen Quellen in Kusatsu ein und verteilt es an die einzelnen Badehäuser. Am dritten Tag steigt sie schließlich wieder die Treppen des Kōsen-ji hinauf und symbolisiert dadurch den Aufstieg zum Himmel. Durch diese Zeremonie wird der Segen der Götter gewährleistet, die dafür sorgen, dass die Quellen nicht versiegen.

Darüber hinaus finden auch jährlich folgende Veranstaltungen statt: Tour de Kusatsu (Amateurradrennen im April), Yuki no Kairō Walking (雪の回廊ウォーキング, anlässlich der Eröffnung der Shiga-kōgen-Straße (志賀高原, dt. „Shiga-Hochland“) Ende April, wandern zwischen meterhohen Schneewänden), außerdem Fußball- und Skiveranstaltungen.

### Spezialitäten
Yu no Hana (湯の花), was in etwa bedeutet „Blume des heißen Wassers“, wird am Yubatake gewonnen und besteht aus Mineralablagerungen (vor allem Schwefel), die, getrocknet und in Pulverform, von der Stadt verkauft werden und den Gästen ein „Onsen zum mitnehmen“ bescheren.
Amanattō (甘納豆) ist eine Süßigkeit, die aus einer Sorte Hochlandbohnen, Hanaingen-mame (花インゲン豆), hergestellt wird. Die Pflanze trägt erst ab einer Höhe von etwa 700 Metern Früchte. Zuerst werden die Bohnen getrocknet, dann in kaltes Wasser gelegt und schließlich in Zucker gekocht. Die Details des Herstellungsprozesses sind Betriebsgeheimnis.
Manjū (まんじゅう), eine in Japan weit verbreitete Süßigkeit, besteht zumeist aus einer Hülle aus Teig (Mehl, Reispulver, Buchweizen) und einer Füllung aus Azuki-Bohnenpaste. In Onsen-Kurorten werden sie oft in Dampf aus den heißen Quellen gedämpft.

### Seen und Wasserfälle
Um Kusatsu herum gibt es eine Reihe imposanter Wasserfälle und schöner Kraterseen. Die bekanntesten sind:
Der auf 2100 Meter Höhe gelegene Yugama (湯釜, dt. „Heißwasserkessel“) ist der Kratersee des Shirane-san mit einem sehr hohen Säuregehalt, sowie smaragdgrüner Oberfläche. Der Yumi-ike (弓池, dt. „Bogensee“) auf 2.000 Meter Höhe erstreckt sich zwischen dem Shirane-San und dem Motoshirane-san. Das Wasser ist kristallklar.

Der Ōsen no Taki (嫗仙の滝) und der Jōfu no Taki (常布の滝) sind Wasserfälle in der Nähe von Kusatsu.

### Skigebiet
Das mittlerweile über 90 Jahre alte Skigebiet am Tengu-yama (草津国際スキー場, Kusatsu Kokusai Suki-jō)　und am Shirane-san ist neben den Onsen die Hauptattraktion Kusatsus. Das Skigebiet erstreckt sich von 2.100 Metern Höhe bis auf 1.300 Meter Höhe. Der Schnee hat eine sehr gute Qualität und es gibt zehn verschiedene Routen für alle Schwierigkeitsgrade und insgesamt zwölf Lifte. Die längste Route ist 8 km lang.

## Sport
Die momentan in der J2 League spielende Fußballmannschaft Thespakusatsu Gunma hat hier ihren offiziellen Heimsitz, die Heimspiele werden aber im Stadion in der nahegelegenen Stadt Maebashi ausgetragen.

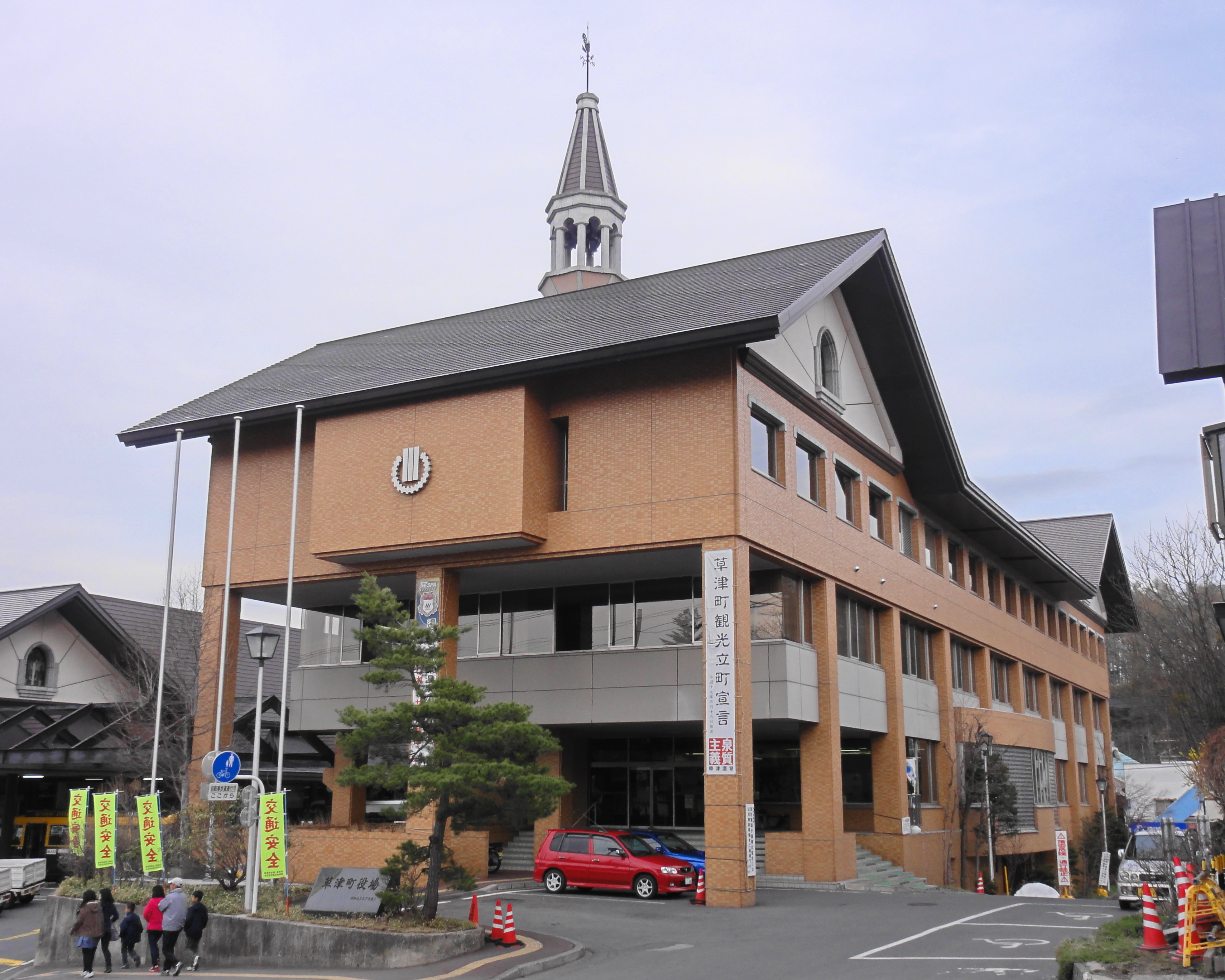
Rathaus von Kusatsu, Präfektur Gunma, Japan

## Städtepartnerschaften
Kusatsu hat eine Reihe von Partnerstädten im In- und Ausland.
- Hayama (葉山町). Ein Meereskurort.
- Kusatsu (草津市), Präfektur Shiga

Des Weiteren bestehen im Inland Partnerschaften mit anderen Onsen:
- Noboribetsu Onsen (登別温泉)
- Gero Onsen (下呂温泉)
- Arima Onsen (有馬温泉), Kita-ku, Kōbe

Außerhalb Japans gibt es folgende Partnerstädte:
- Bietigheim-Bissingen, Deutschland. Geburtsstadt von Erwin von Bälz, dem Wohltäter von Kusatsu. Die Kontakte zu dieser Partnerstadt werden am intensivsten gepflegt, es gibt auch einen jährlichen Schüleraustausch.
- Neustift im Stubaital, Österreich. Wintersportresort. Kontakt über die österreichische Ski-Nationalmannschaft
- Karlovy Vary (Karlsbad), Tschechien. Badekurort, von Bälz mit Kusatsu verglichen.
- Snowy River, Australien. Die Stadt liegt auf dem gleichen Breitengrad wie Kusatsu nur auf der Südhalbkugel.

Kusatsu ist außerdem Mitglied der „romantischen Straße Japan“ (日本ロマンチック街道, Nihon romanchikku kaidō), einer Partnerstraße der „Romantischen Straße Deutschland“ von Komoro in der Präfektur Nagano nach Nikkō in der Präfektur Tochigi.

## Söhne und Töchter der Stadt
- Tomomi Abiko (* 1988), Stabhochspringerin
- Sakutarō Kobayashi (* 2000), Nordischer Kombinierer